# Ковалёв, Григорий Михайлович
Григо́рий Миха́йлович Ковалёв (1895—1962) — председатель исполнительного комитета Тандинского районного Совета депутатов трудящихся (Тувинская автономная область), Герой Социалистического Труда (1949).

## Биография
Родился в 1895 году в селе Беляевка ныне Старополтавского района Волгоградской области в крестьянской семье.
Рано оставшись без отца, подростком нанимался работать на зажиточных односельчан. В 1915 году был призван на фронт Первой Мировой войны, дослужился до звания старшего унтер-офицера.
Во время Гражданской войны принял сторону Красной Армии, был командиром особого отряда, затем начальником конной разведки в Чапаевской дивизии.
После окончания войны поступил в Харьковское военно-политическое училище, окончив которое работал директором военного совхоза Валковского района Харьковской области. В 1925 году назначен председателем сельхозартели в Сталинградской области.
В 1931 году поступил в институт советского строительства в Саратове, а после его окончания работал на руководящих должностях в райисполкомах Саратовской области.
После вхождения Тувы в 1944 году в состав Советского Союза в течение четырёх лет работал председателем Тандинского райисполкома. За это время в подотчётном районе увеличилось поголовье общественного скота и резко повысилась урожайность зерновых — по итогам 1948 года хлеборобы Тандинского района перевыполнили годовой план по сбору урожая пшеницы на 47,2 процента.
Указом Президиума Верховного Совета СССР от 10 июня 1949 года «за получение высоких урожаев пшеницы в 1948 году» удостоен звания Героя Социалистического Труда с вручением ордена Ленина и золотой медали «Серп и Молот» (№ 3825).
Трудился в должности председателя Минусинского горисполкома Красноярского края. Похоронен в г. Минусинске.
Награждён орденами Ленина (10.6.1949) и «Знак Почёта» (10.10.1949), медалями.
Умер в 1962 году в Минусинске.
Награды
- Герой Социалистического Труда
- Орден Ленина
- Орден «Знак Почёта» (10.10.1949)